# 루오고산토
루오고산토(이탈리아어: Luogosanto, 갈루라어: Locusantu, 사르데냐어: Logusantu)는 이탈리아 사르데냐 주 사사리도에 있는 코무네로, 칼리아리에서 북쪽으로 약 200 킬로미터 (120 mi), 올비아에서 북서쪽으로 약 30 킬로미터 (19 mi) 떨어져 있다.
루오고산토는 다음 코무네와 접해 있다: 아글리엔투, 아르차케나, 루라스, 템피오파우사니아.